# Alien Arena (серія відеоігор)
Alien Arena — серія безплатних багатокористувацьких тривимірних шутерів з виглядом від першої особи. Ігри серії поєднують в собі атмосферу наукової фантастики 1950-х років і ігровий процес, схожий на ігри Quake, Doom і Unreal Tournament. Ігри Alien Arena зосереджені на мережевому режимі, однак, містять також і однокористувацьку кампанію проти ботів. Нові ігри серії виходять приблизно раз на рік; останнє видання гри, розміщене на офіційному сайті, називається Alien Arena: Warriors Of Mars (2017 рік).
Існують версії Alien Arena для операційних систем Microsoft Windows, Linux і FreeBSD. Гра розповсюджується безкоштовно, проте у версії 7.20 з'явилися внутрішньоігрові рекламні банери, в меню і на деяких картах. У той час як контент гри є власницьким, ігровий рушій, названий CRX — поширюється за вільною ліцензією.

## Ігри серії
Нижче наведено список всіх ігор серії. В дужках вказана дата випуску першої версії.
- CodeRED: Alien Arena (6 жовтня 2004)[1]
- CodeRED: Alien Arena 2006 (30 жовтня 2005)[2]
  - CodeRED: Alien Arena 2006: Uranium Edition (2006)
- Alien Arena 2007 (31 серпня 2006)[3]
- Alien Arena 2008 (4 березня 2008)[4]
- Alien Arena 2009 (19 червня 2009)[5]
- Alien Arena 2010 (7 травня 2010)[6]
- Alien Arena 2011 (13 грудня 2011)[7]
- Alien Arena: Reloaded Edition (7 травня 2012)[8]
- Alien Arena Combat Edition (6 вересня 2013)
- Alien Arena: Warriors Of Mars (3 листопада 2017)

### Історія розробки
Alien Arena продовжує традиції інших проектів авторів — безплатних однокористувацьких шутерів на рушії id Tech 2 — CodeRED: Battle for Earth і CodeRED: The Martian Chronicles. Бувши викладеними для вільного звантаження в 2003 році, ці ігри заклали фундамент для подальшої розробки онлайн-орієнтованої Alien Arena.
Перша версія Alien Arena вийшла 6 жовтня 2004 року. У наступному році на офіційний сайт було викладено її перевидання — Alien Arena 2006, з покращеною графікою і новими картами, а через деякий час з'явилося і доповнення — Uranium Edition, яке містить кілька виправлень і нові карти. Alien Arena 2007 і Alien Arena 2008 незначно відрізнялися від попередніх версій, і були, більшою мірою, наслідком роботи над знайденими помилками, а також доповнювалися новими картами і невеликими поліпшеннями.
В Alien Arena 2009 був поліпшений ігровий рушій і анімація, зроблено нове меню й інтерфейс, з'явилися нові мережеві рівні і виправлений баланс зброї. У версіях за 2010 та 2011 рік також поліпшувалася графічна складова і додавалися нові карти. Крім інших поліпшень графіки, в Alien Arena 2011 з'явилися просунуті м'які тіні, що відкидаються в реальному часі об'єктами; для цієї версії було випущено кілька оновлень.
У травні 2012 року вийшла Alien Arena: Reloaded Edition (версія 7.60), в якій було додано нові карти, введено поліпшення в ігровий процес і поліпшено рушій.

## Ігровий процес
Геймплей Alien Arena аналогічний такому в Quake III Arena, Unreal Tournament та інших схожих шутерах. У грі є як однокористувацький режим, який являє собою битви з ботами (botmatch), так і багатокористувацька гра. Знаходження інтернет-сервера в мультиплеєрі можливе як через меню гри, так і через програму Galaxy, що постачається з Alien Arena; вона, крім іншого, має функцію IRC-клієнта для обміну повідомленнями між гравцями і можливість «Всевидяче око».
Фізична модель гри заснована на фізиці Quake II, тому різні так звані «розстрибки», які використовують гравці під час битви, працюють і в Alien Arena. З Quake II в гру перейшли трик-джампи (англ. trick-jump) і стрейф-джампи (англ. strafe-jump), однак є й трюки, відсутні в Quake II, наприклад доджинг (англ. dodging).

### Спільнота гравців
Alien Arena має кілька основних компонентів спільноти — COR Forums і IRC-канали #alienarena@EFnet і #alienarena@QuakeNet.
Також існує ряд активних кланів, які конкурують між собою. Статистика гравців може відстежуватися на відповідній сторінці, доступна в програмі-клієнті Galaxy, що постачається з грою, або на IRC-каналі EFnet при використанні спеціальної команди («!aastats <playername>», де «playername» — ім'я гравця).
Спільнота Alien Arena періодично проводить різноманітні мережеві чемпіонати, з різними видами рейтингу, а також щотижневими free-for-all-матчами. На Qexpo 2008 був проведений турнір Aliens for Animals (укр. «Прибульці замість тварин»), присвячений організації з захисту тварин. Є також кілька видів статистики — Alien Arena Cup Stats і Alien Arena Ladder Stats, і облік кланів — Alien Arena Global Clan Stats.

## Ігровий рушій

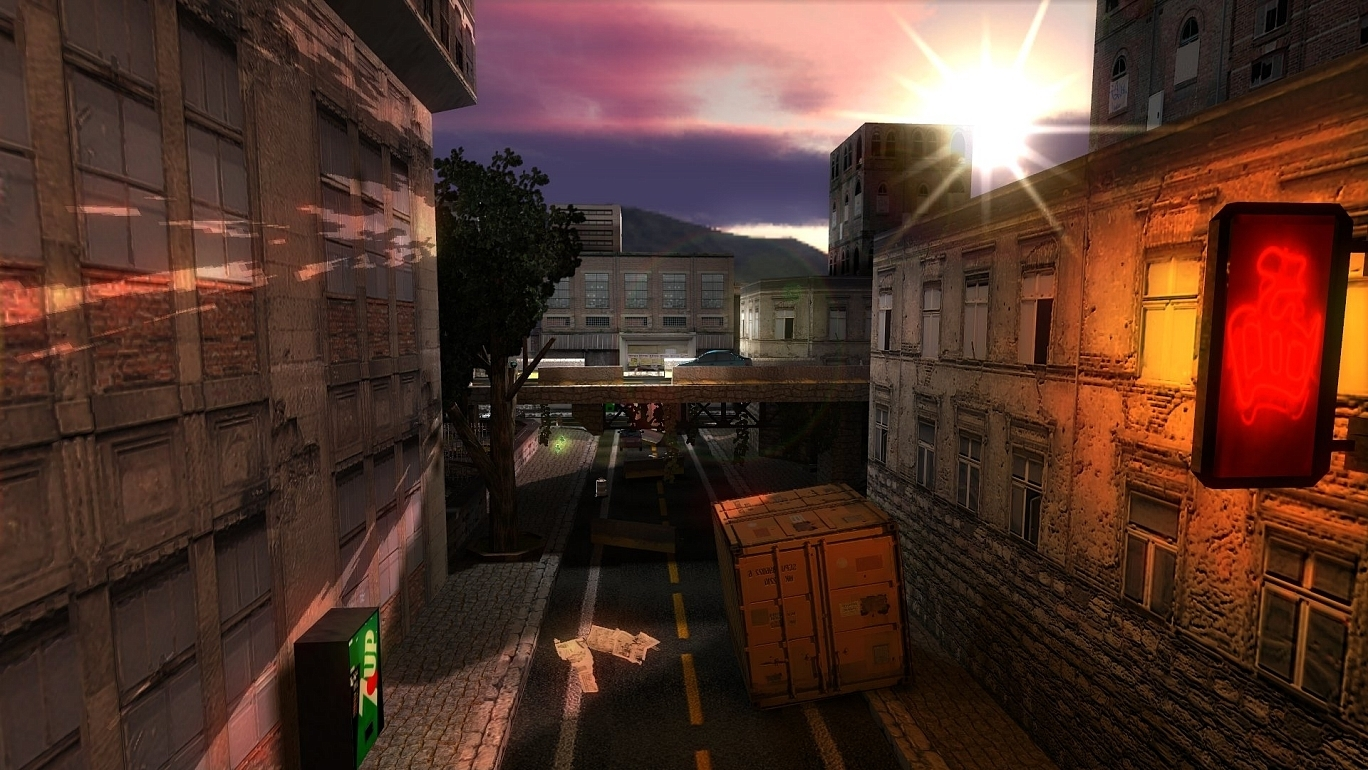
М'які тіні, що відкидаються об'єктами в реальному часі в Alien Arena 2011.

Гри Alien Arena використовують безплатний ігровий рушій CRX, створений командою розробників. Спочатку CRX Engine, як також називається рушій, створювався на основі відкритих сирцевих кодів рушія id Tech 2 (гри Quake 2), але після того, як в 2005 id Software випустили сирцеві коди рушія id Tech 3 (на якому побудована гра Quake 3), напрацювання рушія були інтегровані в CRX; таким чином, він є гібридом відразу двох ігрових рушіїв. Автори істотно поліпшили графічну частину, додавши туди більш сучасні візуальні ефекти. Рушій підтримує 32-бітові текстури високої роздільності, рельєфні текстури, детальні текстури, попіксельне освітлення, шейдери (GLSL і rscript), водні відображення з заломленням світла, ефект bloom, динамічні тіні і освітлення а також інші сучасні графічні ефекти, які можуть бути увімкнені з меню.
CRX успадкував від id Tech 2 формат BSP-дерева для карт і формат md2 для тривимірних моделей. Підтримуються також формати .wal (тільки для архітектури), .tga і .jpg для текстур.

## Рецензії та оцінки
Alien Arena 2007 отримала позитивну оцінку 5 з 5 в огляді на сайті Reloaded.org. Автор статті відзначив, що гру легко завантажити і почати в неї грати, і гарну графіку. За словами рецензента, деякі карти нагадують Unreal Tournament. Він підбиває підсумок, приходячи до думки що Alien Arena 2007 є однією з кращих безплатних ігор.
Alien Arena 2008 отримала оцінку 4 з 5, в результаті голосування 224 учасників на каталозі програм Download.com. Водночас, на ігровому сайті Absolute Games, оцінка гравців склала 58 % з 100 % на основі 16 голосів.
Рецензія на Alien Arena 2008 була опублікована сайтом Linux.com, що спеціалізується на відкритому програмному забезпеченні, і, зокрема, системі Linux. Рецензент позитивно оцінив гру, підсумувавши такими словами: «минулого року я писав, що Tremulous це „найкраща безплатна гра, в яку я мав задоволення грати“. Alien Arena змінила мою думку. Обидві гри гарні, обидві побудовані на основі рушія Quake, але Alien Arena тепер вгорі у моєму списку».
У статті Cheaper by the Dozen: A Look at Action Free Games (укр. «Оптом дешевше: погляд на безкоштовні екшени»), опублікованій на сайті Gamespot, автори провели огляд популярних безкоштовних шутерів від першої особи, серед яких була і Alien Arena 2008. Рецензенти позитивно відгукуються про стилістику гри і відзначають наявність у неї великої кількості карт і розвиненої спільноти гравців.